# 13376 Dunphy
13376 Dunphy eller 1998 VO32 är en asteroid i huvudbältet som upptäcktes den 15 november 1998 av den nyzeeländska astronomen Ian P. Griffin i Cocoa. Den är uppkallad efter läkaren Desmond Plunket Dunphy.
Asteroiden har en diameter på ungefär 13 kilometer.